# Paul Bosvelt
Paul Bosvelt (* 26. März 1970 in Doetinchem) ist ein ehemaliger niederländischer Fußballspieler.

## Karriere

### Verein
Bosvelt begann seine Karriere 1989 bei Go Ahead Eagles in Deventer. Auf Anhieb schaffte er den Sprung in die Mannschaft. Bereits in seinem ersten Profijahr kam er zu 32 Ligaeinsätzen. 1992 stieg er mit dem Klub von der Eerste Divisie in die Eredivisie auf und behauptete sich dort. 1993/94 spielte Bosvelt eine starke Saison. In 32 Partien erzielte er neun Tore und brachte sein Team auf Rang zwölf, der besten Platzierung seit 1986. Seine Leistungen blieben auch anderen Team nicht unbemerkt. Zur Saison 1994/95 wechselte er zu Ligakonkurrent Twente Enschede. Dort avancierte er sofort zum Stammspieler und entwickelte sich weite. Nach nur drei Jahren wechselte der Mittelfeldspieler zum niederländischen Top-Klub Feyenoord Rotterdam, mit denen er eine Glanzzeit erlebte: 1999 wurde der Klub Meister der Eredivisie und Sieger des Johan-Cruyff-Schaal. 2002 führte er als Kapitän der Mannschaft das Team zum Sieg des UEFA-Pokals. Im Finale am 8. Mai 2002 gegen Borussia Dortmund gewann das Rotterdam durch Tore von Pierre van Hooijdonk (2) und Jon Dahl Tomasson mit 3:2. Kurz darauf, am 30. August, hatte das Team sogar die Möglichkeit den UEFA Super Cup zu gewinnen, musste sich aber gegen Real Madrid mit 1:3 geschlagen geben. 2003 zog es Bosvelt nach England zu Manchester City. Ab der Saison 2005/06 spielte er beim SC Heerenveen, bei dem er nach den Playoff-Spielen im Mai 2007 seine Profikarriere beendete.

### Nationalmannschaft
Für die niederländische Nationalmannschaft bestritt er von 2000 bis 2004 24 Spiele. Bei der Euro 2000 im eigenen Land und bei der Europameisterschaft 2004 gehörte er zum Kader der Orjanes. Im Halbfinale der Europameisterschaft 2000 wurde er dabei zur tragischen Figur, als er im Elfmeterschießen gegen Italien den letzten und entscheidenden Elfmeter gegen Francesco Toldo nicht verwandeln konnte. Er kam zu insgesamt vier Turniereinsätzen. Für die Weltmeisterschaft 2002 schaffte es die Mannschaft nicht sich zu qualifizieren.

## Erfolge
- Johan-Cruyff-Schaal mit Feyenoord Rotterdam: 1999
- Niederländischer Meister mit Feyenoord Rotterdam: 1999
- UEFA-Pokal mit Feyenoord Rotterdam: 2002